# Boroglycerin
Boroglycerin, C3H5BO3, eller glycerinborat, är ett genomskinligt färglöst, mycket hygroskopiskt ämne. Det framställs genom att under längre tid upphetta borsyra tillsammans med glycerin.
Boroglycerin kan användas inom medicinen som antiseptikium.